# برایان کاکس (بازیکن فوتبال)
برایان کاکس (انگلیسی: Brian Cox؛ زادهٔ ۷ مهٔ ۱۹۶۱) بازیکن فوتبال اهل بریتانیا است.
از باشگاه‌هایی که در آن بازی کرده‌است می‌توان به باشگاه فوتبال شفیلد ونزدی، باشگاه فوتبال منزفیلد تاون، باشگاه فوتبال هارتل پول یونایتد، باشگاه فوتبال باکستون، و باشگاه فوتبال هادرزفیلد تاون اشاره کرد.